# Allil-jodid
Az allil-jodid (3-jódpropén) telítetlen szerves halogénvegyület, az allén jódszármazéka. Vízben oldhatatlan, szúrós szagú, sárga színű folyadék. A levegővel robbanóelegyet alkothat, lobbanáspontja 5°C. Különböző anyagok szintézisénél használják: N-alkil-2-pirrolidonszármazékok, szorbinsav észterek, 5,5’-diszubsztituált barbitursavak, fémorganikus katalizátorok. Elő lehet állítani metil-jodid és trifenil-foszfit reakciójával, elemi jód és fehérfoszfor glicerinben végzett reakciójával vagy allil-halogenidek Finkelstein-reakciójával:

{\displaystyle {\text{+ NaI }}{\xrightarrow[{\text{hevítés}}]{\text{aceton}}}}

{\displaystyle {\text{+ NaCl}}}
Hexános oldata jól záró, fénytől védett edényben −5°C-on három hónapig tárolható, utána a színe a szabaddá váló jódtól megváltozik.

## Fordítás
Ez a szócikk részben vagy egészben  az   Allyl iodide című angol Wikipédia-szócikk fordításán alapul.  Az eredeti cikk szerkesztőit annak laptörténete sorolja fel. Ez a jelzés csupán a megfogalmazás eredetét és a szerzői jogokat jelzi, nem szolgál a cikkben szereplő információk forrásmegjelöléseként.